# Vejrmanipulation
Vejrmanipulation handler om bevidst og målrettet at ændre på klima. Den mest almindelige form er spredning af stoffer i jordens atmosfære for at øge sne- eller regnmængden lokalt. Vejrmanipulation kan også have som mål at forebygge skadevirkninger fra uvejr som for eksempel hagl eller tornado; eller at bruge vejret taktisk mod en fjende, enten militært eller for at skade fjenden økonomisk. Brug af vejrmanipulation som våben er for længst blevet banlyst af FN.

## Historie
Magiske og religiøse ritualer for at kontrollere vejret er påvist i mange kulturer. Det berettes fra det gamle Indien om vediske ritualer, hvor de hellige rishis ofrede og sang mantraer for at fremkalde regn til tørkerammede områder.
Både indianere og europæere har brugt ritualer, som de troede kunne frembringe regn. Finnerne var kendt for at kunne kontrollere vejret. Det siges, at vikingerne nægtede at tage finner med på deres ture over åbent hav. Så sent som i forrige århundrede er det kendt, at skibsbesætninger var modvillige til at tage imod finske søfolk. I moderne tid er det blevet observeret, at slagmarker, med udstrakt brug af kanoner og skydevåben, ofte blev velsignet med regn.
Græsk mytologi lader Iphigenia ofre for at vinde gudinden Artemis' gunst. Hun havde ladet sejlene til den arkaiske flåde hænge døde ved Aulis i begyndelsen af den Trojanske krig. I Homers Odysseus giver Aeolus, Vindenes Hersker, Odysseus og hans folk en gave: En pose med de fire vinde. Mens Odysseus sov, åbnede de nysgerrige søfolk posen, hvorved de fire vinde undslap og blæste dem fuldstændig ud af kurs. Det gamle Rom havde også sit middel mod tørke. Det var den hellige sten lapis manalis, som blev opbevaret udenfor bymuren i et tempel til ære for Mars. Når Rom led under tørken, blev stenen trukket ind i byen.
Berwick-heksene i Skotland blev dømt for at have brugt sort magi for med en storm at ville sænke skibet, som Kong James VI af Skotland rejste med. Det fortælles også, at skandinaviske hekse skal have solgt vinden i poser eller bundet i træstave med magi. De blev solgt til sømænd, som så kunne åbne for vinden, når de behøvede det. I Navarra i Nordfrankrig blev Sankt Peter tilkaldt i bøn for at afhjælpe nøden, når tørken indtraf. Gav det ikke den forventede regn, så blev Sct. Peters statue fjernet fra kirken og smidt i en flod.
Wilhelm Reich eksperimenterede med kunstig regn i 1950'erne og 1960'erne. Resultaterne er kontroversielle og bliver ignoreret af de herskende videnskabsmiljøer.
Dr Walter Russell skrev om vejrmanipulation i Atomic Suicide 1956. "...giv ham magt til at skabe regn, når som helst han ønsker det, det være sig på eng eller i ørken, og til at opløse orkaner, mens de dannes."
Til olympiaden i 2008 havde Kina forberedt sig med 30 fly, 4000 raketter og 7000 antiluftskytskanoner i et forsøg på at undgå regn. Hvert system skulle skyde forskellige kemikalier op i de truende skyer i håb om at forhindre regndråber i at nå ned til stadion.
I januar 2011 skrev flere aviser, som feks Englands "Sunday Times" og "Arabian Business", om hvordan statsstøttet forskning i Abu Dhabi havde skabt mere end 50 kunstige regnstorme nær grænsen til Oman sommeren 2010. Efter sigende blev de kunstige regnstorme nogle gange fulgt af hagl og torden. Rapporterne hævder, at der blev brugt ionisering for at skabe regnstormene, og selv om der er uenighed om resultaterne, så var videnskabsmændende, som udførte eksperimenterne som blev udført i tørkeperioden, godt tilfredse.

## Skyskabning
Skyskabning er en almindelig brugt teknik for at øge nedbørsmængden. Skyerne skabes ved at sprøjte små partikler, så som aluminiumoxid, barium, eller sølviodid på skyer for at påvirke deres udvikling, normalt for at øge nedbøren. Denne teknik virker kun i det omfang, der fugtighed i luften. Et almindelig argument mod skyskabning er, at det sikkert ville have regnet af sig selv. Det bruges i flere tørkeramte lande som for eksempel USA, Kina, Indien og Rusland. I Kina er tørre områder afhængige af metoden. Der næres en stærk mistanke om, at skyskabning bruges til at vaske luften i tørre og stærkt forurenede områder som Beijing. I bjergrige områder af USA, som for eksempel Rocky Mountains og Sierra Nevada, er skyskabning blevet brugt siden 1950'erne.

## Stormforebyggelse
Project Stormfury (skypodning) var et forsøg på at svække tropiske storme ved at flyve in i stormens øje og sprede sølvjodid. Projektet blev udført i 1962-63 af den amerikanske regering. Et tidligere forsøg fra 1958, hvor der blev brugt sod, gav ikke entydige resultater. Forskellige metoder er blevet foreslået for at mindske skadevirkningerne fra tornadoer. Moshe Alamaro fra Massachusetts Institute of Technology foreslog at bruge pramme med jetmotorer, som vender opad. Dermed ville han starte små storme, som skulle gøre det vanskeligere for en større storm at dannes. Kritikere betvivler, at jetmotorerne kan lave storme af betydning.
Alexandre Chorin fra University of California, Berkeley foreslog at hælde store mængder af miljøvenlig olie på havoverfladen for at forhindre dråbedannelse. Kerry Emanuels eksperimenter i 2002 indikerer, at en tornado ville piske olien op, så den ønskede virkning ikke indtraf. Andre videnskabsmænd såede tvivl om det teoretiske grundlag for ideen.
Firmaet Dyn-O-Mat fra Florida har udviklet et produkt kaldet Dyn-O-Gel, som de mener kan hæmme tornadoer. Substansen er en polymer i pulverform (et polyacrylicsyrederivat), som er i stand til at opsuge vand svarende til 1.500 gange sin egen vægt. Ideen er, at polymer sprøjtes ud over skyerne og suger væske til sig. I stedet for mange små vandpartikler er der nu færre og tungre polymer-vanddråber. Det giver en større modstand i luften og bremser stormen ned. Når polymer-vanddråberne træffer havoverfladen, opløses de, melder rapporten. Firmaet har testet produktet på et tordenvejr, men der er endnu ikke enighed om virkningsgraden. Numeriske simulationer har dog vist, at det ikke er en praktisk løsning for større vejrsystemer som eksempelvis en trorisk cyklon.
Haglkannoner er blevet brugt af bønder siden det 19. århundrede i et forsøg på at forhindre hagl, som kan gøre enorm skade på for eksempel frugttræer. Men der er ingen undersøgelser, der siger noget om deres effekt. En anden tornadohæmmer er at pumpe havvand ind i tornadoens øje for dermed at svække den.

## Ændring af tornadoer
Der er blevet foreslået forskellige ideer for at manipulere tornadoer gennem tiderne. En rapport fra 2007 "How to stop a hurricane" undersøger nogle af disse ideer:
- Brug af laser til at aflede lyn i storme, som kan blive tornadoer
- Hælde flydende kvælstof på havoverfladen for at køle tornadoen ned
- Bruge sod til at opsuge sollys og ændre temperaturen og dermed bevægelserne i tornadoens ydre væg

## Vejrmanipulation og loven

### Aftale mellem USA og Canada
USA og Canada indgik en aftale i regi af FN om udveksling af information om brug af vejrmanipulation.

### 1977 UN Environmental Modification Convention
Vejrmanipulation, og specielt brugt i krig, blev påtalt af FN's generalforsamlings resolution 31/72, TIAS 9614 Convention on the Prohibition of Military or Any Other Hostile Use of Environmental Modification Techniques." Conventionen blev signeret i Geneve den 18.5.1977 og trådte i kraft den 5.10.1978, og blev underskrevet af daværende amerikanske president Jimmy Carter den 13.12.1979.

### US National Oceanic and Atmospheric Administration
I USA er det the National Oceanic and Atmospheric Administration, som noterer sig alle vejrmanipulationsprojekter på vegne af the Secretary of Commerce i henhold til Public Law 92-205, 15 USC § 330B, enacted in 1971.

## Fremtidsudsigter
Klimatologer har simuleret kontrol af tornadoer med brug af målrettet opvarmning og nedkøling. John Smart har diskuteret mulighederne for vejrkontrol via et rumbaseret netværk af soldrevne kraftværk. Et forslag indebærer forsigtig opvarmning af dele af store orkaner ved hjælp af mikrobølger. Sådanne kaotiske systemer vil være sårbare for en sådan "sidestyring" med nogle få grader øget temperatur/tryk på kritiske steder. Et tilstrækkeligt stort netværk skulle kunne holde selv de største og farligste tornadoer væk fra kysten på forespørgsel fra de respektive lande. Snestorme, monsuner og andet ekstremt vejr er også potentielle kandidater for for rumbaserede forbedringer. Udstrakt brug af vejrmanipulation kan medføre følgevirkninger som:
- skader på eksisterende økosystemer
- sundhedsskader på mennesker
- skader og ulykker på udstyr
- militært og økonomisk misbrug
- brug af ELF kan skade ionosfæren

## Patenter
Original
- Process for weather control, H. M. Brandau, U.S. Patent 2.756.097
- Weather control by artificial means, Heinz W. Kasemir, U.S. Patent 3.284.005
- Cloud formation and subsequent moisture precipitation, U.S. Patent 3.409.220
- System and method for irradiation of planet surface areas, Arthur G. Buckingham, U.S. Patent 3.564.253
- Weather modification method, Knollenberg, U.S. Patent 3.613.992
- Combustible compositions for generating aerosols, particularly suitable for cloud modification and weather control and aerosolization process, Consiglio Nazionale delle Ricerche, U.S. Patent 3.630.950
- Method and apparatus for altering a region in the Earth's atmosphere, ionosphere, and/or magnetosphere, J. Eastlund[hvem?], U.S. Patent 4.686.605
- Method and composition for precipitation of atmospheric water, Slavko Mentus, U.S. Patent 5.360.162
- Use of artificial satellites in earth orbits adaptively to modify the effect that solar radiation would otherwise have on earth's weather, Franklin Y. K. Chen, U.S. Patent 5.762.298
- Weather modification by artificial satellites, Franklin Y. K. Chen, U.S. Patent 5.984.239
- Method of and a device for the reduction of tropical cyclones destructive force, Jozef Solc, U.S. Patent 7,798,419 Arkiveret 18. januar 2017 hos  Wayback Machine

Reissue
- Combustible compositions for generating aerosols, particularly suitable for cloud modification and weather control and aerosolization process, Consiglio Nazionale delle Richerche, U.S. Patent RE29142